# Arrondissement Veurne
Arrondissement Veurne (franska: Arrondissement de Furnes) är ett arrondissement i Belgien.   Det ligger i provinsen Västflandern och regionen Flandern, i den västra delen av landet, 120 kilometer väster om huvudstaden Bryssel.
Trakten runt Arrondissement Veurne består till största delen av jordbruksmark. Runt Arrondissement Veurne är det ganska tätbefolkat, med 111 invånare per kvadratkilometer.

## Kommuner
Följande kommuner ingår i arrondissementet;

- Alveringem
- De Panne
- Koksijde
- Nieuwpoort
- Veurne